# Калачевська Клавдія Степанівна
Клавдія Степанівна Калачевська (06(18). 08. 1873, м. Козелець, нині смт Козелець Чернігівської області — січень 1958, Київ) — ботанік, кандидат біологічних наук

## Біографія
Калачевська Клавдія Степанівна народилась 6 серпня 1873 року в м. Козелець Чернігівської області). Її батько ніжинський дворянин Степан Михайлович Голяка (1832—1901) тривалий час працював в 2 окрузі управління акцизними зборами губернії. Мати, Мокрієвич Любов Прохорівна, походила з відомого козацько-старшинського роду, пращуром якої був чернігівський полковий писар Карпо Іванович Мокрієвич. У червні 1891 року Клавдія Степанівна закінчила з медаллю Ніжинську жіночу гімназію П. І. Кушакевич і того ж року отримала свідоцтво на звання «домашньої наставниці». Певний час викладала у Гржимайлівських недільних класах для дорослих у Ніжині. Наприкінці 1890 років стає дружиною офіцера В. К. Калачевського.
Навчалась у Київському музичному училищі (1891–96). За порадою чоловіка поступила на Вищі жіночі курси природознавства П. Лесгафта в Санкт-Петербурзі. З 1923 до 1934 року працювала старшою науковою співробітницею Акліматизаційного саду імені М. Кащенка.
В 1935—1941 рр. очолювала бібліотеку Українського НДІ туберкульозу (тепер Інститут фтизіатрії і пульмонології НАМНУ). В роки Другої світової війни Калачевська К. С. працювала у Київському медичному інституті та Інституті ботаніки АН УРСР. З 1944 до 1952 рр. працювала завідувачкою бібліотеки Центрального ботанічного саду АН УРСР (Київ). Працювала в благодійних організаціях у Києві. Відтоді викладала географію та природознавство. Померла в січні 1958 року.

## Наукова діяльність
В 1944 році здійснила інвентаризацію рослин акліматизаційного саду імені М. Кащенка в Києві. Калачевська К. С. започаткувала систематизацію й каталогізацію її фондів.

## Родина
- Чоловік — Володимир Костянтинович Калачевський (1874—1922), військовий юрист, очолював міліцію Києва у 1917 році.
- Дочка — Наталя Володимирівна Калачевська (1900—1964), доцент кафедри романо-германської філології
- Онук — Володимир Георгійович Шапіровський, звукооператор